# Trigoniaceae
Die Trigoniaceae sind eine Familie in der Ordnung der Malpighienartigen (Malpighiales) innerhalb der Bedecktsamigen Pflanzen (Magnoliopsida). Sie haben ein disjunktes Areal: Madagaskar, Malaiisches Archipel, Zentral- und tropisches Südamerika.

## Beschreibung
Es handelt sich um immergrüne, verholzende Pflanzen: Bäume, Sträucher oder Lianen. Die Blätter sind meist gegenständig angeordnet, bei Trigoniastrum wechselständig. Die gestielten Laubblätter sind einfach mit glattem Blattrand und sind unterseits stark behaart. Es sind Nebenblätter vorhanden.
Die zymösen, traubigen oder rispigen Blütenstände sind end- oder achselständig. Es sind Hochblätter vorhanden. Die zwittrigen Blüten sind stark zygomorph und fünfzählig mit doppelten Perianth. Die Blüten sehen Schmetterlingsblüten ähnlich, haben aber einen grundsätzlich anderen Aufbau. Die fünf Kelchblätter sind verwachsen. Es sind drei oder fünf freie Kronblätter vorhanden. Es sind fünf bis zwölf an ihren Staubfäden verwachsene Staubblätter vorhanden, davon sind fünf bis acht fertil. Meist drei, selten vier, Fruchtblätter sind zu einem oberständigen Fruchtknoten verwachsen. In jeder Blüte gibt es einen Griffel mit einer meist kopfigen Narbe. Es ist ein Diskus vorhanden.
Die Bestäubung erfolgt durch Insekten (Entomophilie).
Es werden meist Kapselfrüchte, oder bei Humbertiodendron und Trigoniastrum dreiflügelige Samara (Flügelnuss), gebildet. Die Samen sind bei manchen Taxa mit langen Haaren versehen. Die Ausbreitung der Samen erfolgt mit dem Wind oder Wasser.

## Systematik
Diese Taxa waren in die frühere Ordnung Polygalales eingeordnet. Die Trigoniaceae sind nahe mit den Dichapetalaceae verwandt. Die Familie Trigoniaceae wurde 1841 von Stephan Ladislaus Endlicher aufgestellt (Die öfter auch zitierte Veröffentlichung von Adrien Henri Laurent de Jussieu in Dictionnaire Universal d'Histoire Naturelle, 12, S. 670 stammt von 1849). Typusgattung ist Trigonia Aubl.
Es gibt fünf Gattungen mit etwa 28 bis 35 Arten:
- Humbertiodendron Leandri: Mit der einzigen Art:
  - Humbertiodendron saboureaui Leandri: Die Heimat ist Madagaskar.[2]
- Isidodendron Fern.Alonso, Pérez-Z. & Idárraga: Mit der einzigen Art:
  - Isidodendron tripterocarpum Fern.Alonso, Pérez-Z. & Idárraga: Diese Art ist in der Kolumbien beheimatet.[2] Mit traubigen Blütenstand.[3]
- Trigonia Aubl.: Mit etwa 24 Arten, die im tropischen Amerika vorkommen.[2]
- Trigoniastrum Miq.: Mit nur einer Art:
  - Trigoniastrum hypoleucum Miq. (Syn.: Isopteris penangiana Wallich ex Benn.); ss sind Bäume mit zweizeilig angeordneten Blättern und einer dreilappigen Narbe. Die Frucht zerbricht in drei Flügelnüsse (Samara). Die Heimat ist das westliche Malesien.[2]
- Trigoniodendron E.F.Guim. & Miguel: Mit nur einer Art:
  - Trigoniodendron spiritusanctense E.F.Guim. & Miguel; sie kommt nur in Brasilien vor.